# Dimitrie Michail
Dimitrie Michail  (n. 7 ianuarie 1886, Tecuci, județul Galați, d. 1956, București) a fost un medic român, specializat în oftalmologie, profesor și decan al Facultății de medicină din Cluj.

## Studii
Student al Facultății de Medicină din București, ca intern al Institutului medico-militar. Obține titlul de doctor în medicină și chirurgie în anul 1909. Din anii facultății, a început specializarea în oftalmologie la Clinica de la Spitalul Colțea, condusă de profesorul Nicolae Manolescu, până în anul 1909 și apoi de profesorul George Stănculeanu. În anul 1910 a fost numit preparator la aceeași clinică. Între anii 1913 și 1916, a făcut studii și specializări în Germania, Franța și Anglia. În anul 1921 a făcut călătorii de specializare în Cehoslovacia, Austria și Germania.

## Activitate profesională și didactică
În octombrie 1919 este numit profesor agregat la Clinica oftalmologică a Facultății de Medicină din Cluj, apoi profesor titular de clinică. În anul 1914 obține titlul de docent. Decan al Facultății de medicină și farmacie din Cluj de la 1 aprilie 1935 până în 1938. Între 1940 și 1945 a lucrat la Sibiu, unde se refugiase universitatea clujeană. A revenit la Cluj în 1945, iar în 1949 a fost transferat la București, ca director al nou înființatului Institut de oftalmologie. A fost un medic de mare valoare științifică și clinician desăvârșit. S-a distins prin calități chirurgicale deosebite; considera chirurgia oculară ca fiind "perla chirurgiei". A imaginat procedee și tehnici chirurgicale originale ingenioase. S-a preocupat în special de studiul anatomo-patologic, etiologic, patogenic și experimental al trahomului; a efectuat cecetări experimentale de fiziologie și biochimice în legătură cu patologia cataractei și cu secreția internă a glandei lacrimale.  Timp de patru ani a fost directorul revistei Clujul medical. A participat cu lucrări la congrese ale societăților științifice naționale și internaționale. A fost membru și colaborator permanent al Societății române de endocrinologie, ginecologie și obstetrică, al Societății de oftalmologie din București și al secției din Cluj a Societății de biologie din Paris. Membru titular, începând de la înființarea în 1935, al Academiei de medicină din România. A fost membru al societăților franceză și italiană de oftalmologie. A fost scos la pensie în 1952. Este considerat unul dintre creatorii școlii românești de oftalmologie. Printre elevii săi se numără valoroase cadre didactice și specialiști, dintre care se remarcă: profesorii Petre Vancea, Vasile Săbădeanu și Niculae Zolog.

## Lucrări publicate
- „Cercetări asupra fenomenelor de anfilaxie conjunctivală”, teză, București, 1909
- „Cercetări anatomo-patologice...”, 1912
- „Tratamentul nevritelor optice”, 1913
- „Tratamentul postoperator al cataractei senile”, 1913
- „Tratamentul actual al atrofiilor optice tabetice”, 1914
- „Tratamentul chirurgical al simbiefaronului”, 1914
- „Cercetări statistice”, 1915
- „Evoluția glaucomului operat”, 1920
- „Manifestațiunile oculare ale encefalitei epidemice”, 1920
- „O nouă metodă operatoare pentru eversiunea punctelor lacrimale”, 1920
- „Studii și cercetări oculistice”, Cluj, 1920
- „Tuberculoza oculară primitivă”, București, 1920
- „Problemele științifice și sociale pe care le ridică oftalmologia de astăzi”, 1921
- „Trachomul”, Cluj, 1921
- „Valoarea optică a tridectomiei optice”, 1921
- „Situația tricomului în Ardeal”, cu I. Pușcariu, București, 1920
- „Afecțiunile oculare în războiul actual” cu G. Stanculescu, f.a.
- „Tratat de oftalmologie”, vol I, Cluj, 1928